# 朱塞佩·莫塔
朱塞佩·莫塔 （義大利語：Giuseppe Motta，1871年12月29日—1940年1月23日），瑞士政治家（CVP）。1911至1940年担任瑞士聯邦委員會委員，是瑞士迄今為止任職時間第三長的聯邦委員。

## 生平經歷

### 早年
朱塞佩·莫塔出生于艾羅洛市，父親是提契諾州議會的一名天主教保守派議員，並經營一家旅館。父親早逝後莫塔成為了孤兒，他在親戚的資助下於1887年就讀於弗里堡州的聖邁克爾學院。1889年考入弗里堡大學法律系，畢業後從事社會服務工作。

### 政治生涯

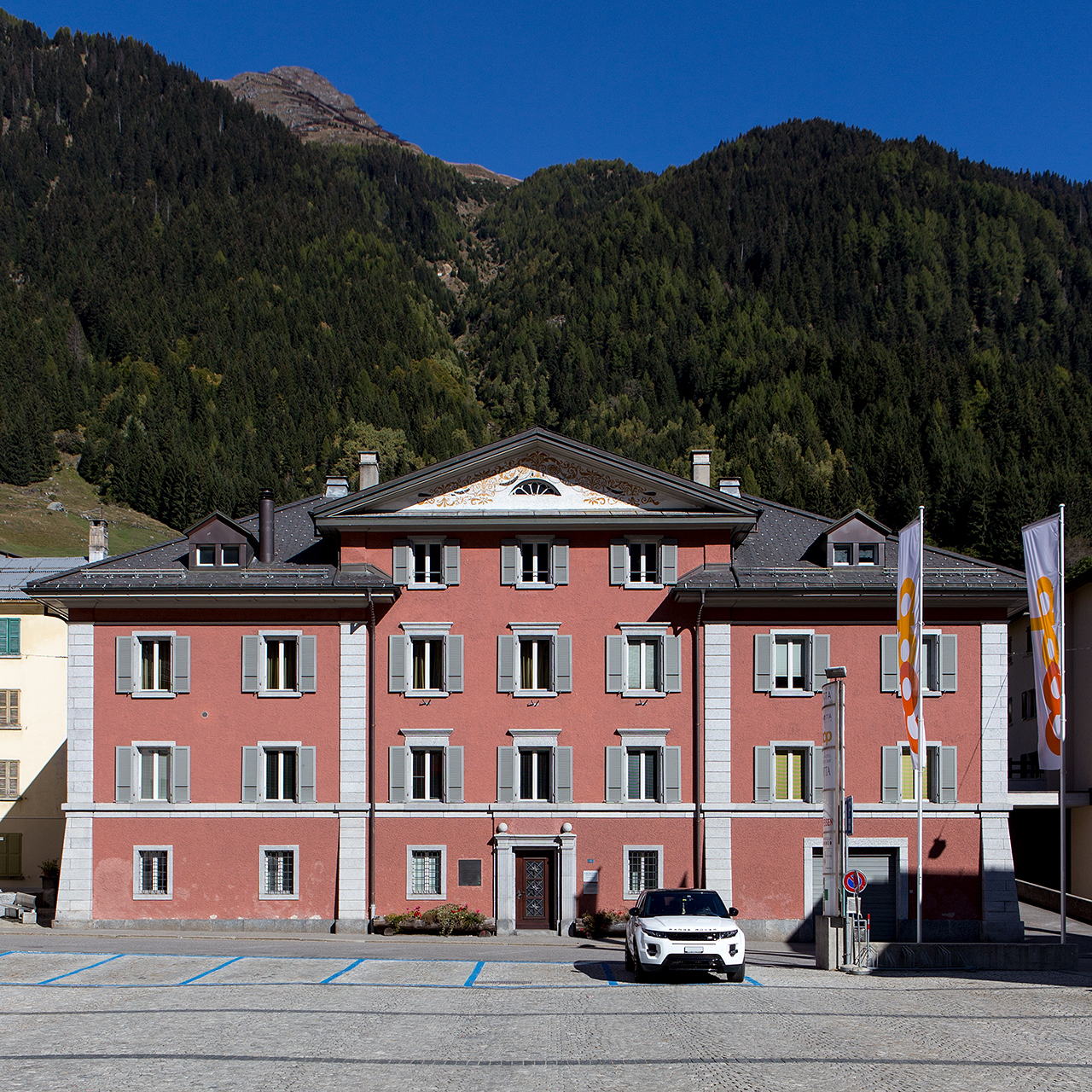
莫塔的出生地

1912年1月1日，莫塔成功入選聯邦委員會，並擔任財政部長至1919年，之後在1920年至1940年成為政治部長，領導瑞士外交事務達20年。他分別在1915年、1920年、1927年、1932年與1937年五次當選瑞士聯邦委員會主席。
莫塔主導了瑞士在1920年加入國際聯盟的過程，他還在1920年代擔任國聯大會主席，期間極大地維護和提升了瑞士的國際聲望。莫塔始終對共產主義持懷疑態度，在他的建議下瑞士是少數幾個反對蘇聯加入國聯的國家之一。隨著三十年代開始歐洲大陸的局勢越發緊張，莫塔努力使瑞士放棄了部分國聯盟約所賦予的成員國義務，重新退回到永久中立國的立場，在一定程度上保證了瑞士的國家安全。
他在1940年1月23日於任內病逝，享年68歲。

### 紀念
如今在瑞士有多個地區的街道以朱塞佩·莫塔來命名，其中以阿斯科納的朱塞佩·莫塔廣場及日內瓦的朱塞佩·莫塔大道最為著名。自2004年以來日內瓦民主與發展研究所每年都將頒發“朱塞佩·莫塔勛章”給予世界上任何一個國家或地區在促進和平、民主、人權和可持續發展等領域中做出傑出貢獻的人。